# 土卫三十一
土卫三十一(Narvi, 先前编号S/2003 S 1)是环绕土星运行的一颗卫星。

## 概述
S/2003 S 1距离土星1872万千米，直徑7公里，自轉週期10.21 ± 0.02小時，公转週期956天，2003年2月5日发现。2005年1月，它被命名為納爾菲，該名稱來自於北欧神话中的巨人纳尔菲。